# Silk Road – Könige des Darknets
Silk Road – Könige des Darknets (Originaltitel: Silk Road) ist ein niederländisches Filmdrama des Regisseurs Mark de Cloe aus dem Jahr 2017. Der Fernsehfilm basiert lose auf den Vorfällen um den Silk-Road-Prozess.

## Handlung
Um die Aufmerksamkeit des wortkargen Nachbarsjungen Raymond zu erregen, hackt die niederländische Studentin Daphne dessen Computer. Von ihren Fähigkeiten beeindruckt, bietet er ihr einen Job an. Nachdem sie seine Prüfung besteht, ein Paket an seinen Partner Sem auszuliefern, weihen sie Daphne in ihr Unternehmen ein. Im Darknet handeln Raymond und Sem auf dem virtuellen Schwarzmarkt Silk Road mit Drogen.
Das Trio avanciert zum größten Online-Händler für Drogen der Welt und zieht die Aufmerksamkeit der Drogenfahndung auf sich. Um das Risiko zu minimieren, brauchen sie mehr Zwischenhändler. So rekrutiert Daphne ihren Kommilitonen Jimmy als Kurier. Bei einem größeren Deal geraten sie an Gangster, die Jimmy entführen, um das Trio zu erpressen. Anstatt das Lösegeld zu zahlen, engagieren sie im Silk Road einen Killer, der die Entführer umbringt. Nach diesem Vorfall steigt Sem aus und setzt sich nach Frankreich ab. Daphne und Raymond tauchen ebenfalls unter und beginnen eine Liebesbeziehung.
Derweil fürchtet Jimmy um Daphnes Sicherheit und geht mit ihrem Vater zur Polizei. Diese spürt Sem in Frankreich auf und bieten ihm einen Deal an, um Daphne gegen Raymond auszuspielen. Sie entnehmen die Hälfte der Silk-Road-Bitcoins und inszenieren Sems Tod. Als Daphne von Sems scheinbaren Tod erfährt, glaubt sie, Raymond habe ihn aus Vergeltung für den Verlust der Bitcoins getötet. Sie verrät ihn daraufhin an die Polizei, die ihn in Venezuela verhaftet. Danach erhält Daphne allerdings einen Anruf von Sem und sie erkennt das Komplott.
Daphne nimmt die Drogengeschäfte wieder auf und verfeinert ihre Techniken, um sich der Drogenfahndung zu entziehen. Sie wartet darauf, dass Raymond aus dem Gefängnis freikommt.

## Auszeichnungen
Milano International Film Festival Awards 2017
- Auszeichnung in der Kategorie Best Actress für Olivia Lonsdale
- Nominierung in der Kategorie Best Actor für Gijs Blom
- Nominierung in der Kategorie Best Cinematography für Rob Hodselmans
- Nominierung in der Kategorie Best Director für Mark de Cloe
- Nominierung in der Kategorie Best Film
- Nominierung in der Kategorie Best Music für David van der Heyden
- Nominierung in der Kategorie Best Screenwriting für Marc Linssen und Roeland Linssen